# Knjige u 1965.
◄◄ | ◄ | 1962. | 1963. | 1964. | 1965.  | 1966. | 1967. | 1968. | ► | ►►
Arhitektura • Astronautika • Astronomija • Biologija • Film • Fotografija • Glazba • Kazalište • Kemija • Kiparstvo • Knjige • Književnost • Kršćanstvo • Meteorologija • Medicina • Planinarstvo • Politika • Pravo • Promet • Slikarstvo • Strip • Šport • Televizija • Znanost • Zrakoplovstvo • Željeznički promet
Knjige u 1965.

## Hrvatska i u Hrvata
- Nana, Emile Zola. Preveli: Milan Šare i Ivan Dimitrijević. Izdavač: Naprijed, Zagreb. Broj stranica: 394

## Vanjske poveznice
|  | Zajednički poslužitelj ima još gradiva o temi Knjige iz 1965. |